# Nervus suboccipitalis
Nervus subocipitalis er den posteriore nervegren af nervus spinalis fra C1.[kilde mangler] Den er udelukkende muskulær og innerverer musklerne omkring trigonum suboccipitale.